# Kendra Smith (musicista)
Kendra Smith (14 marzo 1960) è una musicista statunitense nota per essere stata fondatrice dei Dream Syndicate e degli Opal, è considerata tra i più rilevanti esponenti della neopsichedelica californiana degli anni ottanta.

## Biografia
Dopo una breve permanenza nei Suspects fondò nel 1981 con Steve Wynn i Dream Syndicate dove suonava il basso e con cui pubblicò un EP e l'album d'esordio, l'epocale The Days of Wine and Roses.
Nel 1983 partecipò con David Roback al progetto Rainy Day. Dopo la pubblicazione dell'album omonimo e di un singolo il progetto si ridusse ad un duo, Roback e Kendra Smith, ribattezzatosi Opal.
Il gruppo pubblicò solo un album prima dello scioglimento e altro materiale uscito postumo in due raccolte. Kendra Smith se ne andò durante l'ultimo tour e fu rimpiazzata nelle date mancanti da Hope Sandoval che continuò la collaborazione con Roback nel nuovo gruppo Mazzy Star.
Successivamente fondò con Jonah Corey e A. Philip Uberman, due musicista d'avanguardia, il progetto The Guild of Temporal Adventurers, autori nel 1992 dell'EP omonimo, improntato su tematiche new age.
La Smith proseguì in solitudine e pubblicò nel 1995 per la 4AD Five Ways of Disappearing.
In seguito si è ritirata in un ranch della California.

## Discografia

### Con i Suspects
- 1979 – Talking Loud (singolo)

### Con i Dream Syndicate
- 1982 – The Dream Syndicate (UK Independent #25)[3]
- 1983 – The Days of Wine and Roses (UK Independent #7)[3]
- 1983 – Tell Me When It's Over (UK Independent #11)[3]

### Con i Clay Allison
- 1984 – Fell from the Sun (singolo)

### Con David Roback e Keith Mitchell
- 1984 – Fell from the Sun (EP) (UK Independent #16)[3]

### Con i Rainy Day
- 1984 – Rainy Day
- 1984 – I'll Keep It with Mine (UK Independent #36)[3]

### Con gli Opal
- 1986 – Northern Line (EP) (UK Indie #17)[3]
- 1987 – Happy Nightmare Baby
- 1989 – Early Recordings

### Con i The Guild of Temporal Adventurers
- 1992 – Kendra Smith Presents the Guild of Temporal Adventurers (EP)

### Da solista
- 1992 – Valley of the Morning Sun
- 1995 – Five Ways of Disappearing